# 더 로맨스
《더 로맨스》는 대한민국의 JTBC에 방송된 예능 텔레비전 프로그램이다.

## 기획 의도
대한민국을 대표하는 스타들이 로맨스 웹드라마 작가로 데뷔해 로맨스에 대한 서로의 생각을 공유하며, 직접 시놉시스를 구성하고 대본을 집필하는 과정을 공개하는 예능 프로그램이다.

## 방송 시간
| 방송 채널 | 방송 기간                         | 방송 시간                     | 비고 |
| --------- | --------------------------------- | ----------------------------- | ---- |
| JTBC      | 2020년 2월 13일 ~ 2020년 2월 20일 | 매주 목요일 저녁 6:30 ~ 8:00  |      |
| JTBC      | 2020년 3월 8일 ~ 2020년 4월 26일  | 매주 일요일 오전 9:30 ~ 10:40 |      |

## 출연진
- 김지석
- 유인영
- 강한나
- 정제원

## 같이 보기
- 하트 시그널 (채널A, 일반인 대상 프로그램)